# Cantonul Bonnat
Cantonul Bonnat este un canton din arondismentul Guéret, departamentul Creuse, regiunea Limousin, Franța.

## Comune
| Comune                  | Populație (1999) | Cod poștal | Cod INSEE |
| ----------------------- | ---------------- | ---------- | --------- |
| Bonnat                  | 1 311            | 23220      | 23025     |
| Le Bourg-d'Hem          | 215              | 23220      | 23029     |
| Chambon-Sainte-Croix    | 95               | 23220      | 23044     |
| Champsanglard           | 227              | 23220      | 23049     |
| Chéniers                | 572              | 23220      | 23062     |
| La Forêt-du-Temple      | 154              | 23360      | 23084     |
| Linard                  | 166              | 23220      | 23109     |
| Lourdoueix-Saint-Pierre | 864              | 23360      | 23112     |
| Malval                  | 47               | 23220      | 23121     |
| Méasnes                 | 596              | 23360      | 23130     |
| Mortroux                | 307              | 23220      | 23136     |
| Moutier-Malcard         | 540              | 23220      | 23139     |
| Nouzerolles             | 102              | 23360      | 23147     |